# Pardosa rhenockensis
Pardosa rhenockensis là một loài nhện trong họ Lycosidae.
Loài này thuộc chi Pardosa. Pardosa rhenockensis được Benoy Krishna Tikader miêu tả năm 1970.